# Usedlost čp. 17 (Dolní Moravice)
Usedlost čp. 17  je na katastrálním území obce Dolní Moravice v okrese Bruntál. Klasicistní usedlost je příkladem lidové architektury z poloviny 19. století, je chráněna jako kulturní památka od roku 1958 a je zapsaná do Ústředního seznamu kulturních památek ČR.

## Popis
Dům je samostatně stojící zděná částečně podsklepená budova s klasicizujícími prvky ve štítovém průčelí, postavena na obdélném půdorysu. Je orientována štítovým průčelím do ulice, které má tři okenní osy. Vlastní štít je na profilované římse s podlomenicí, v ploše rámované dvěma pilastry a jednoduchou římsou jsou dvě okna mezi nimiž je štukový věnec, třetí okno je nad římsou a je také zdobeno štukovým věncem s girlandami. Štít zakončuje valbička. Sedlová střecha je v polovině prolomená, kryta eternitem. V interiéru je v chodbě valená klenba a v místnostech trámové stropy. V Dolní Moravici je to jediná stavba tohoto typu.